# 11530 d'Indy
11530 d'Indy eller 1992 CP2 är en asteroid i huvudbältet som upptäcktes den 2 februari 1992 av den belgiske astronomen Eric W. Elst vid La Silla-observatoriet. Den är uppkallad efter den franske tonsättaren Vincent d'Indy.
Asteroiden har en diameter på ungefär 5 kilometer.